# Konstruktőri világbajnokság
A konstruktőri világbajnokság egy, egy ideig a Grand Prix-versenyzéssel párhuzamosan futó versenysorozat. A világbajnokság 1925 és 1927 között létezett. Ez volt az első szervezett autósport-világbajnokság, és nem csak különálló nagydíjak összessége.
Annyiban tért el a mai Formula–1-től, hogy külön a versenyzők nem, csak istállóik küzdöttek a győzelemért.

## Pontozás
A pontozás az F1-ben ma megszokotthoz képest ellentétes volt, vagyis minél előrébb végzett egy csapat, annál kevesebb pontot kapott.
| Pozíció    | Pont |
| ---------- | ---- |
| Első       | 1    |
| Második    | 2    |
| Harmadik   | 3    |
| Célbaérő   | 4    |
| Kieső      | 5    |
| Nem induló | 6    |

## Eredmények
| Szezon | Győztes    | Győzelmek | Pont | Pontelőny | Nagydíjak | Nagydíjak | Nagydíjak | Nagydíjak | Nagydíjak |
| ------ | ---------- | --------- | ---- | --------- | --------- | --------- | --------- | --------- | --------- |
| 1925   | Alfa Romeo | 2         | 7    | 4         | 500       | BEL       | FRA       | ITA       |           |
| 1926   | Bugatti    | 3         | 11   | 10        | 500       | FRA       | SSN       | GBR       | ITA       |
| 1927   | Delage     | 4         | 10   | 13        | 500       | FRA       | ESP       | ITA       | GBR       |